# Vallis Capella
El Vallis Capella és una vall localitzada sobre la cara visible de la Lluna. La seva traça, considerablement rectilínia, té uns 106 km de longitud, inclòs els gairebé 50 km en els quals travessa el cràter Capel·la, del que pren el nom.
Les coordenades selenogràfiques del seu centre són -7.39 Sud i 35.04 Est.

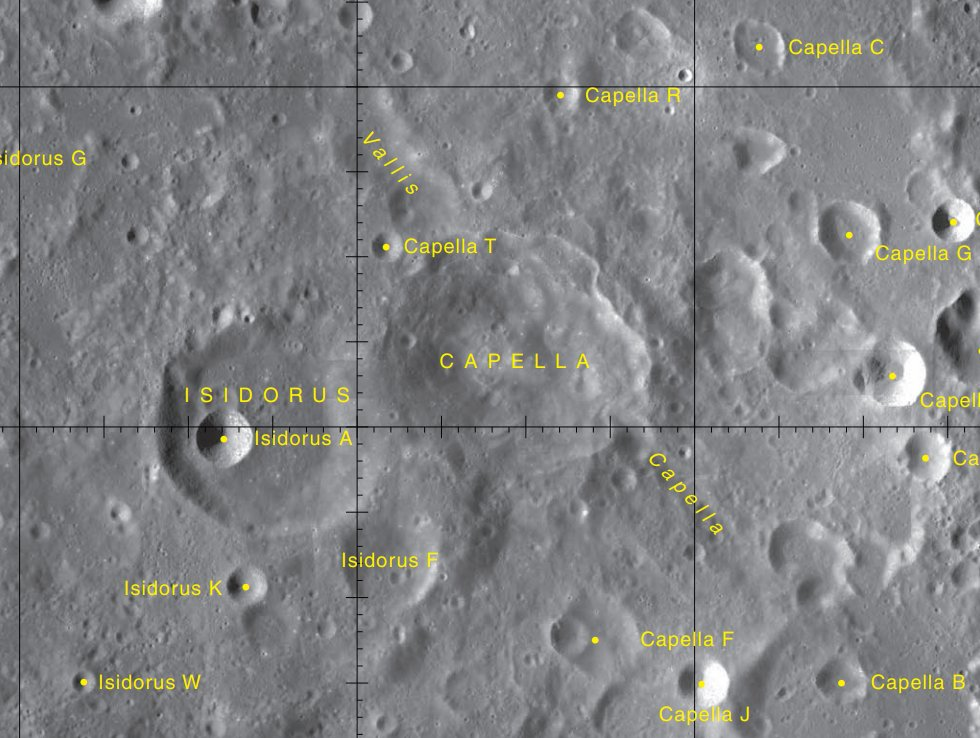
El Vallis Capella, travessant de nord-oest a sud-est el cràter Capella

La seva disposició és pràcticament simètrica pel que fa al centre del cràter Capella, que travessa de costat a costat, depassant el seu contorn uns 25 km en direcció nord-oest i altres 25 km en adreça sud-est. Cap al nord-oest finalitza abans d'aconseguir el cràter satèl·lit Isidor I, mentre que cap al sud-est finalitza sense arribar a incidir-hi en Capel·la B. La vall presenta un aspecte similar al d'una catena de cràters, per la qual cosa molt probablement es va generar a conseqüència de l'impacte que va formar el cràter Capel·la.